# Tanytarsus pentaplastus
Tanytarsus pentaplastus är en tvåvingeart som beskrevs av August Friedrich Thienemann och Jean-Jacques Kieffer 1916. Tanytarsus pentaplastus ingår i släktet Tanytarsus och familjen fjädermyggor.
Artens utbredningsområde är Sverige. Inga underarter finns listade i Catalogue of Life.